# John Cook (Politiker, 1946)

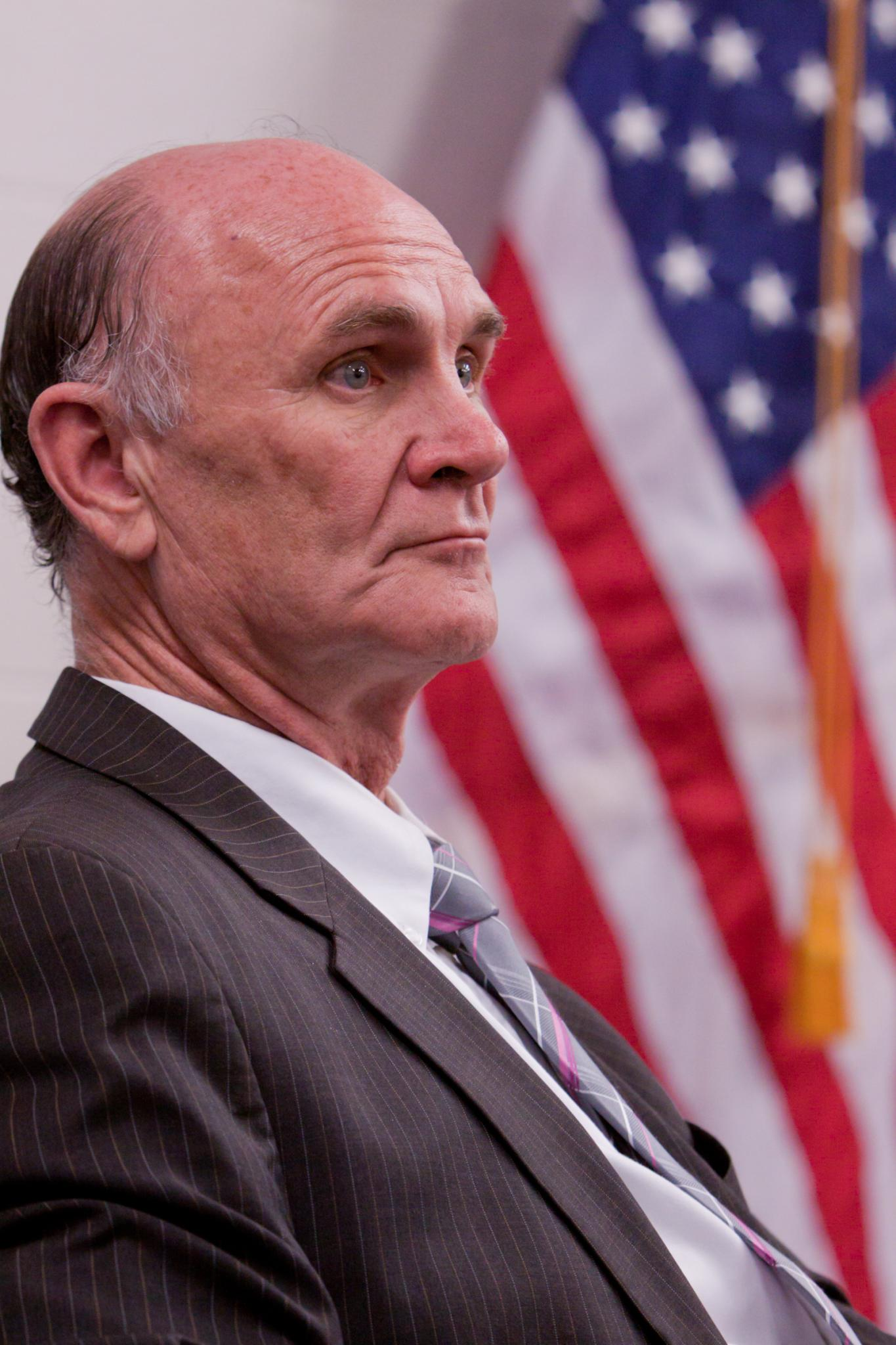
John Cook (2011)

John Cook (* 1946 in Brooklyn, New York City) ist ein US-amerikanischer Politiker (Demokratische Partei) und war von 2005 bis 2013 Bürgermeister von El Paso, Texas.

## Leben
John Cook war der älteste Sohn seiner Eltern und wuchs mit sechs Geschwistern auf. Er besuchte die Immaculata High School und machte dort 1964 seinen Abschluss. Anschließend besuchte er das Holy Cross Seminary und wurde danach als Installateur für die Western Electric Company tätig. 1967 kündigte er und meldete sich freiwillig für die United States Army. Er nahm an Kampfhandlungen während des Vietnamkrieges teil und wurde mit der Army Commendation Medal ausgezeichnet. 1970 schied er aus dem aktiven Dienst aus. Der Reserve gehörte er noch bis 1973 an. 
1971 ließ er sich in El Paso, Texas nieder. Dort studierte er an der University of Texas at El Paso und erhielt 1977 einen Bachelor-Abschluss. 
1998 kandidierte Cook für einen Sitz im Repräsentantenhaus von Texas, unterlag jedoch dem bisherigen Abgeordneten Pat Haggerty. 1999 wurde er für den Wahlkreis Northeast in das City Council von El Paso gewählt und gehörte diesem, für drei zweijährige Legislaturperioden, bis 2005 an. Anschließend wurde er 2005 zum Bürgermeister der Stadt gewählt und setzte sich damit gegen den bisherigen Amtsinhaber Joe Wardy durch. 2009 erfolgte Cooks Wiederwahl. Cook bekleidete damit zwei vierjährige Amtsperioden und war der erste Bürgermeister seit Carlos Ramirez, dem eine Wiederwahl gelang. Im Juni 2013 schied Cook aus dem Bürgermeisteramt aus.
2014 kandidierte er für das Amt des Texas Land Commissioner, unterlag jedoch am 4. November seinem republikanischen Kontrahenten George P. Bush.
Cook ist seit 1970 verheiratet und hat sechs Kinder. Er ist Mitgründer der U.S.-Mexico Border Mayors Association.